# 安东尼·舍里奇
安东尼·舍里奇（1979年1月15日—），克罗地亚男子足球运动员。他曾代表克罗地亚参加1998年、2002年和2006年国际足联世界杯，其中1998年世界杯获得季军。